# VIG파트너스
VIG파트너스(영어: VIG Partners)는 2005년 설립된 대한민국 최초의 사모투자 전문회사로 과거 보고펀드로 불리었다. 사모크레딧 시장으로도 진출하여 대체 크레딧 투자 플랫폼인 VIG Alternative Credit를 운영 하고 있다. 약 4.6조 원을 29개 기업에 투자했다.

## 역사
재정경제부에서 외환위기 이후 구조조정과 은행 매각을 담당했던 변양호가 '외국 자본에 대항하는 토종 펀드'를 목표로 2005년 설립하였다. 이름은 장보고에서 따왔다. 설립 파트너로 리먼 브라더스 한국 대표이던 이재우와 모건 스탠리 한국지사 기업금융부문 대표이던 신재하가 있다. 2010년 12월에는 김앤장 법률사무소 변호사 박병무가 합류하였으며 2014년 5월에는 창립초기부터 실무를 담당해오던 이철민, 안성욱 파트너가 부대표가 되면서 6인 대표체제를 구축하였다. 2023년에는 정연박 전무와 한영기 전무, VIG Alternative Credit의 한영환 전무가 파트너 부대표로 승진하면서 기존 이철민 대표, 신창훈 대표와 함께 5인 파트너 체제로 전환하였다.
2006년 동양생명보험, 노비타, 2007년 아이리버, LG실트론, 2009년 비씨카드, 2011년 한국 버거킹 사업을 운영하는 BKR에 투자하였으며, 2013년 DSLR용 카메라의 교환렌즈를 생산하는 삼양옵틱스에 대한 투자를 집행하였고, 2014년 4월에는 대한민국의 대표적인 온라인 모바일 쇼핑 가격비교서비스인 에누리닷컴의 경영권을 인수하기도 했다. 그 이후 바디프랜드, 하이파킹, 프리드라이프, 푸디스트, 더스킨팩토리, 이스타항공 등 다양한 회사에 투자하였다. 총 누적 운용자산 규모는 2024년말 기준으로 약 4.6조원이다.

## 투자기업
- 동양생명[9]
- LG실트론: KTB PE와 지분 49%(51%는 LG그룹 소유)를 인수하였으나[10]
- BC카드[11]
- 노비타
- 아이리버
- 버거킹
- 바디프랜드
- 프리드라이프: 2016년 인수했던 좋은라이프와 합병한 후 지분 약 80% 중 약 20%를 콜버그크래비스로버츠(KKR)에 매각[12]
- 삼양옵틱스
- 이스타항공[13]: 구주 인수 자금 400억 원과 제3자 배정 유상증자 자금 1100억원 등을 포함해 총 1500억원을 투입하여 이스타항공 지분 100%를 인수했다[14]
- 푸디스트[15]

## 평가
해외자본에 맞서는 토종 사모펀드로 국내 언론으로부터는 우호적인 반응을 얻었지만, 사모펀드 자체를 부정적으로 보는 평가에서 자유롭지 못하기도 하다.